# Dobšinská-ijsgrot

## Beschrijving
De Dobšinská ijsgrot of Dobšinská ľadová jaskyňa (in het Slowaaks) is een in Slowakije gelegen ijsgrot die zich bevindt in het nationaal park Slowaaks paradijs.

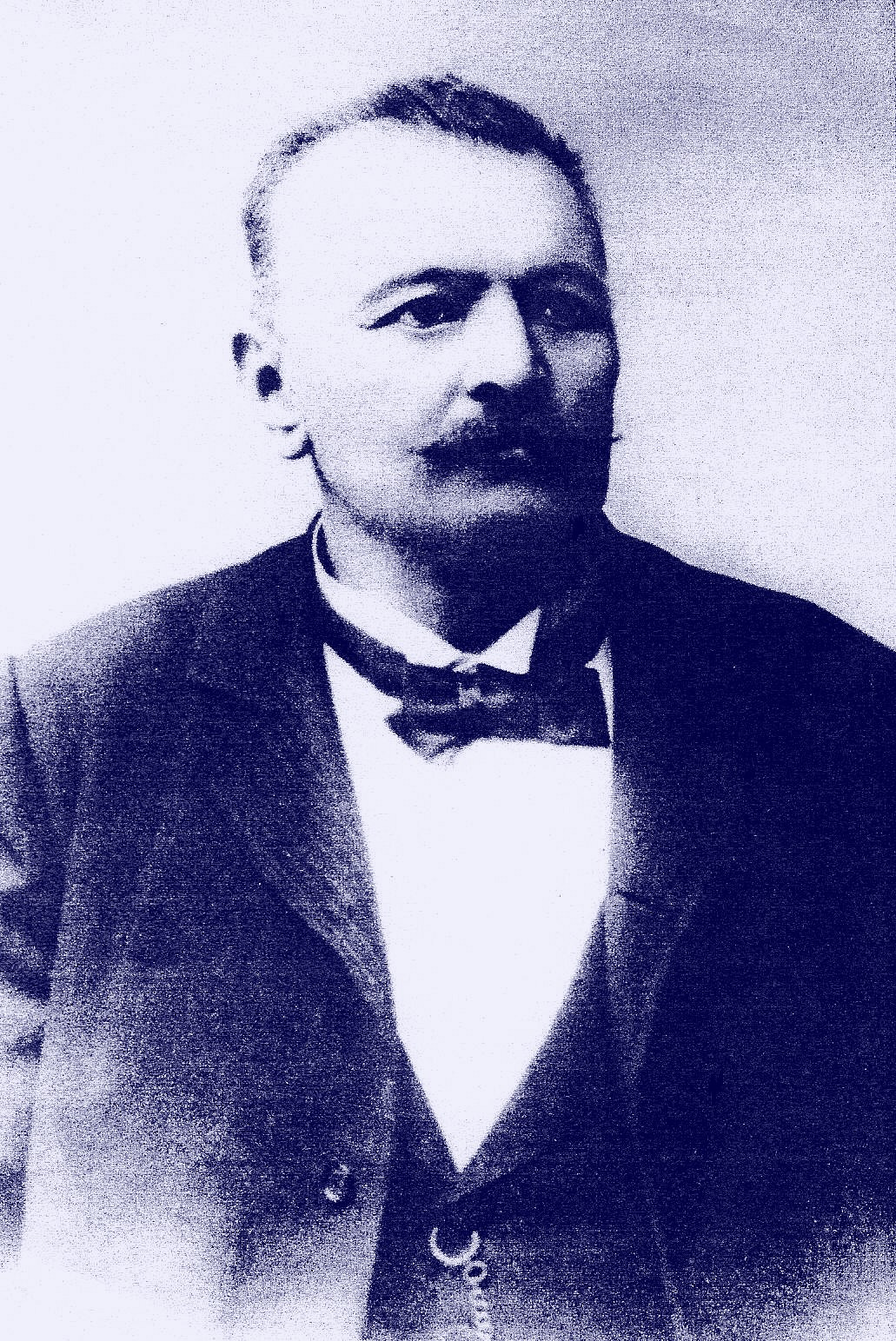
De grot werd ontdekt door Eugen Ruffínyi.

De site is sinds 2000 als onderdeel van de grotten van de Aggtelek Karst en Slowaakse Karst opgenomen op de werelderfgoedlijst van de UNESCO.
De grot werd in 1870 ontdekt door mijningenieur Eugen Ruffinyi, hoewel de ingang al sinds mensenheugenis bekend was. Ze werd voor het publiek opengesteld in 1871 en werd in 1887 de eerste elektrisch verlichte grot in Europa.
Op dat moment was ongeveer 7.171 m² van de totale 8,874 m² bedekt met ijs. Het totale ijsvolume werd geschat op 125,000 m³.
De bodem van de grot daalt vanaf de noordelijk gelegen ingang, waardoor de grot in de winter snel afkoelt omdat de koude lucht kan dalen. De gemiddelde jaartemperatuur bedraagt 0 °C.
De totale lengte van de grot bedraagt 1.483 m. waarvan 515 meter van mei tot september open is voor het publiek.

## Bereikbaarheid
De plaats Dobšinská ľadová jaskyňa is met het openbaar vervoer bereikbaar bij middel van de trein: spoorlijn Červená Skala – Margecany (station: Dobšinská ľadová jaskyňa).

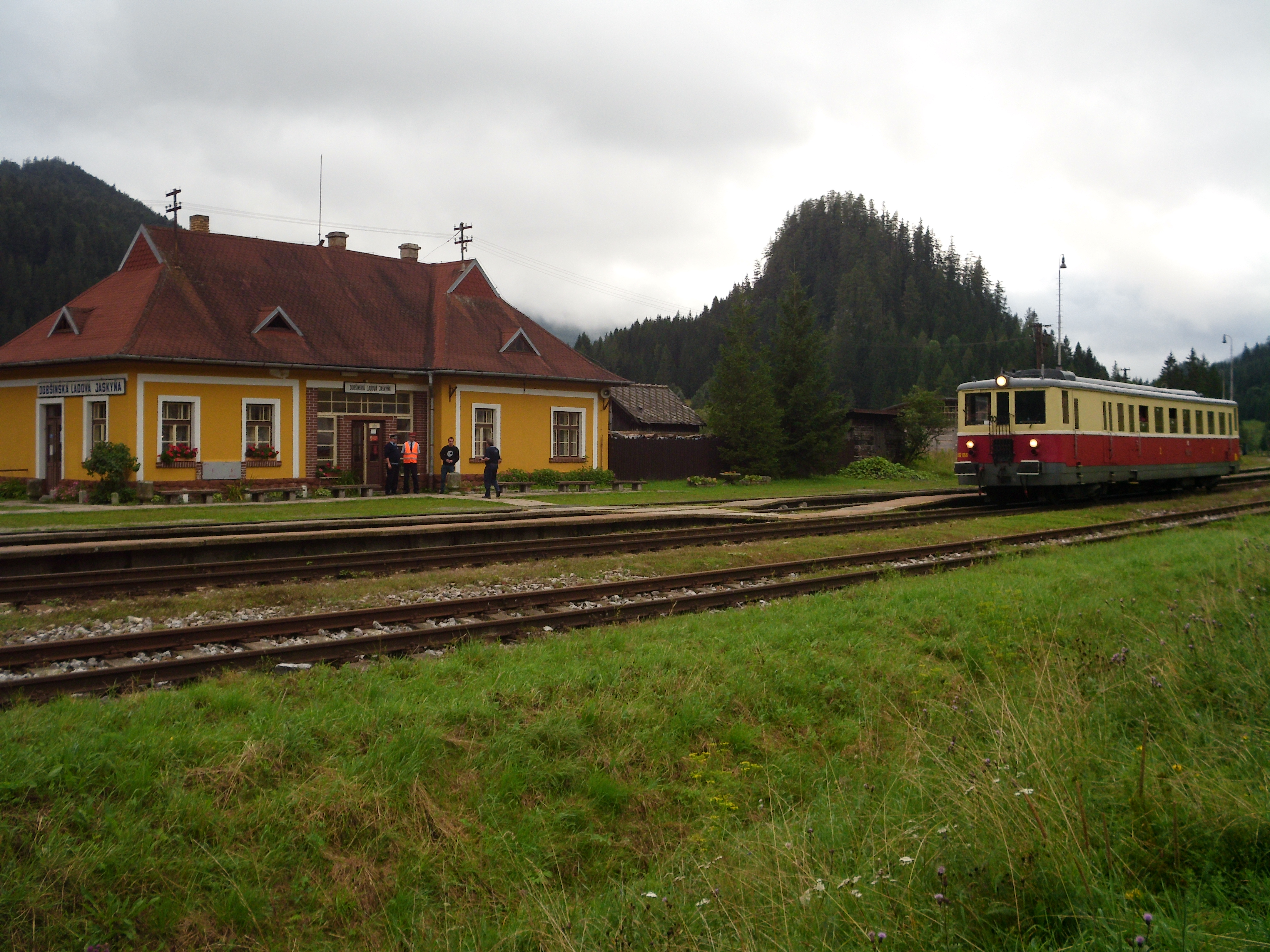
Treinstation: Dobšinská ľadová jaskyňa.

- Nationale Bibliotheek van Tsjechië: ge128462
- Virtual International Authority File: 6556156565702023500001